# Rein Aun
Rein Aun (Unión Soviética, 5 de octubre de 1940-11 de marzo de 1995) fue un atleta soviético, especializado en la prueba de decatlón en la que llegó a ser subcampeón olímpico en 1964.

## Carrera deportiva
En los JJ. OO. de Tokio 1964 ganó la medalla de plata en la competición de decatlón, logrando un total de 7842 puntos, tras el alemán Willi Holdorf (oro) y por delante de otro alemán Hans-Joachim Walde.